# Parque natural de la Sierra de Andújar
El parque natural de la Sierra de Andújar es un espacio natural protegido situado al noroeste de la provincia de Jaén (España) y los términos municipales que abarca son los de Andújar, Baños de la Encina, Marmolejo y Villanueva de la Reina.
El parque natural conforma un triángulo equilátero casi perfecto y es conocido, además de por sus valores naturales, por albergar la basílica de Nuestra Señora de la Cabeza en el Cerro del Cabezo; la romería, en abril, congrega a miles de personas procedentes de toda España. 

## Flora y fauna
En la sierra de Andújar hay extensos bosques de encina (encina, alcornoque), la más grande de la Sierra Morena. También hay bosques de pinos. Además de los ciervos rojos, gamos, muflones y jabalíes, la vida silvestre del parque natural también incluye especies raras como lobos, linces, mangostas, gatos salvajes, nutrias, buitres negros y águilas imperiales. El río Jándula atraviesa el parque natural, y por otra parte el parque es la principal reserva del lince ibérico, en peligro de extinción.

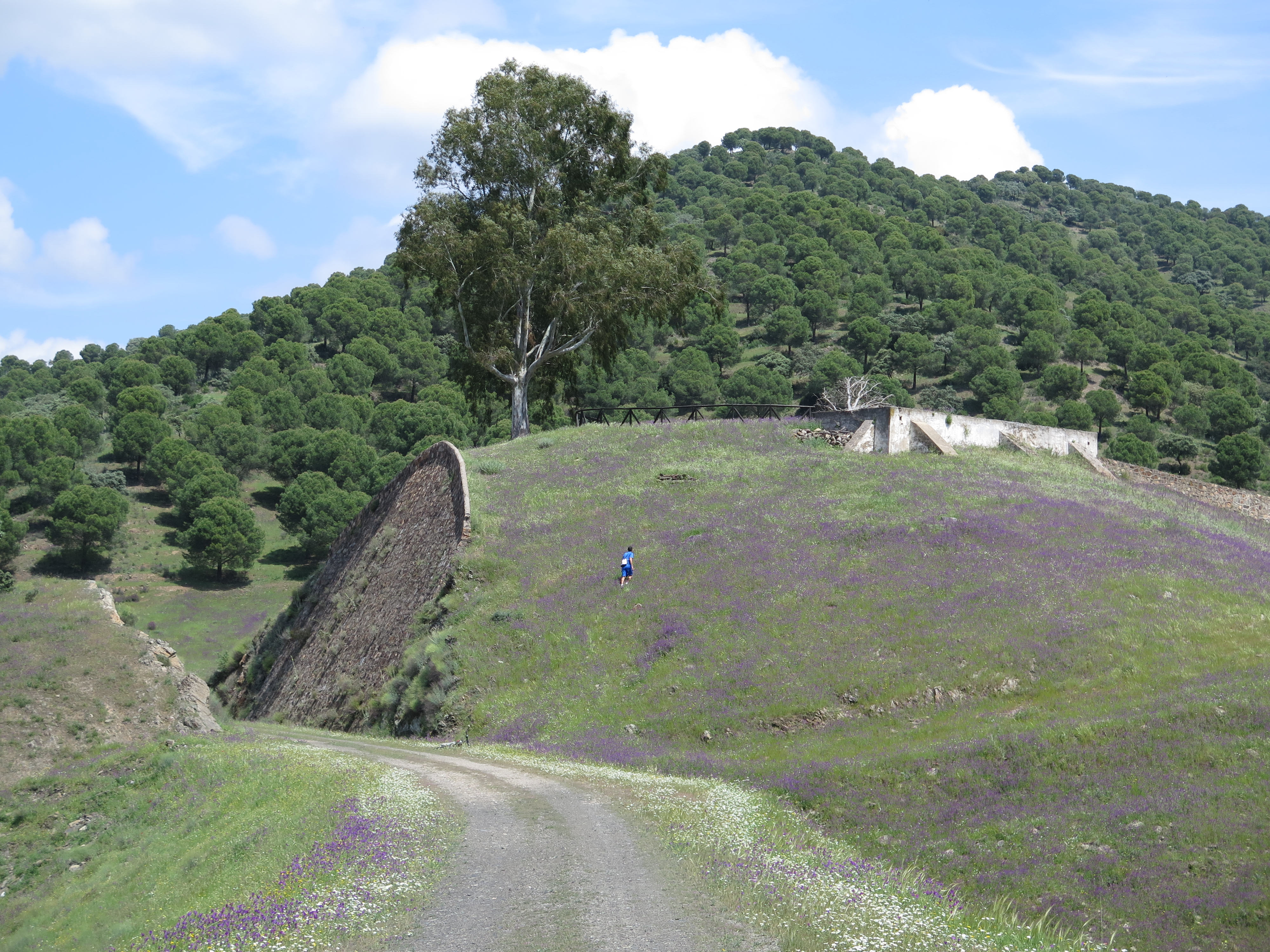
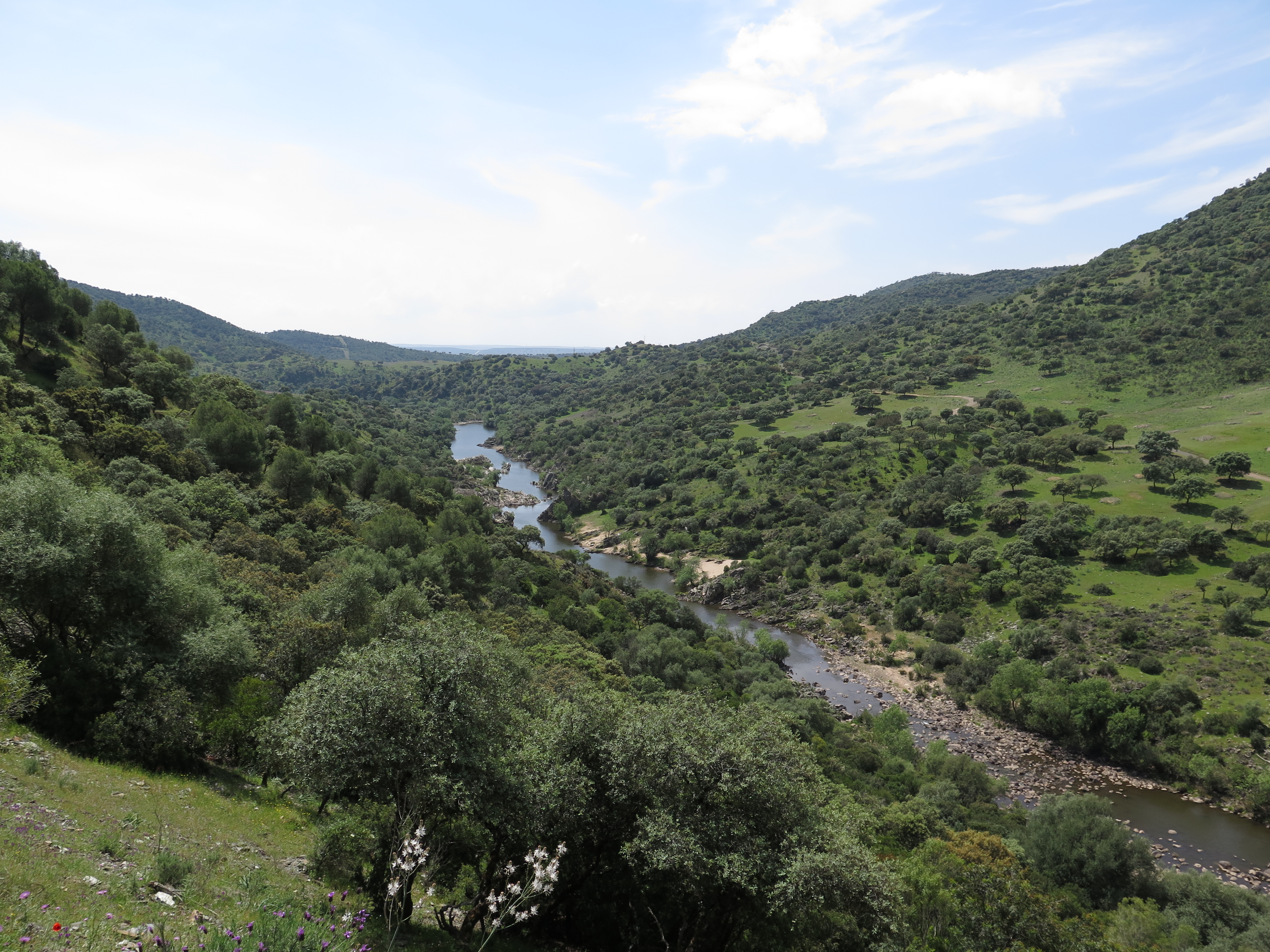